# Amaurobius sciakyi
Amaurobius sciakyi là một loài nhện trong họ Amaurobiidae.
Loài này thuộc chi Amaurobius. Amaurobius sciakyi được miêu tả năm 1991 bởi Pesarini.